# Diane Kurys
Pour les articles homonymes, voir Kurys.
Diane Kurys est une réalisatrice, scénariste, actrice et productrice française, née le 3 décembre 1948 à Lyon.

## Biographie
Filles d'immigrants juifs russes et polonais, Diane Kurys et sa sœur aînée passent leurs premières années à Lyon. Leurs parents, qui se sont rencontrés et mariés au camp de Rivesaltes en 1942, se séparent en 1954. Ce divorce marquera profondément Diane, et deviendra une réelle source d'inspiration pour l'écriture de plusieurs de ses films. C'est après cet événement que sa mère décide de s'installer avec ses deux filles à Paris où elle tient une boutique de mode pour femmes alors que son père reste à Lyon où il gère un magasin de vêtements pour hommes. En 1964, Diane Kurys rencontre Alexandre Arcady, avec qui, en 1966, elle part vivre en Israël dans un kibboutz près de la frontière libanaise et dont elle aura, en 1990, un fils, Yacha, qui deviendra écrivain sous le nom de Sacha Sperling. 
Élève au lycée Jules Ferry, elle suit des études de lettres modernes à la Sorbonne avant de devenir institutrice puis comédienne de théâtre dans les années 1970, intégrant la compagnie Madeleine Renaud-Jean-Louis Barrault puis travaillant avec Antoine Bourseiller, Ariane Mnouchkine à La Cartoucherie ou au Café de la Gare. Pendant huit ans, sa silhouette menue et son minois la cantonnent aux rôles de « petites rigolotes » dont elle se lasse. Après quelques adaptations pour le théâtre, elle décide de se consacrer à l'écriture de scénario et à la réalisation,.

« Jusque là, j’étais comédienne et j’en ai eu vraiment assez d’être instrument et j’ai eu envie de créer, de faire, d’agir moi-même »

— Diane Kurys, Le Cinéma au féminin, émission du 7 juin 1978
En 1975, elle adapte avec Philippe Adrien la pièce Hôtel Baltimore de Lanford Wilson qu'elle joue à l'Espace Cardin. L'année suivante, elle entreprend la rédaction d'un roman autobiographique qui devient en 1977 le scénario du film Diabolo menthe, dont l'histoire se déroule en 1963. Le talent de Diane Kurys pour dépeindre avec justesse et réalisme les sentiments de ses personnages confère au film un grand succès critique et public.
On y retrouve aux côtés d'Odile Michel et d'Éléonore Klarwein, les deux jeunes héroïnes, des acteurs confirmés ou qui le deviendront, comme Anouck Ferjac, Yves Rénier, Nadine Alari, Tsilla Chelton, Dominique Lavanant, Françoise Bertin, Marthe Villalonga, Dora Doll. La chanson du film Petite Anne est signée par Yves Simon et aura également beaucoup de succès. Le film obtient le Prix Louis-Delluc 1977.
Cocktail Molotov sort en 1980 et rassemble François Cluzet, Élise Caron et Philippe Lebas.
En 1983, sort Coup de foudre avec Miou-Miou, Isabelle Huppert, Guy Marchand, et Jean-Pierre Bacri. Dans ce film qui s'inspire des souvenirs de famille de Diane Kurys, elle met un point d'honneur à restituer les mœurs affectives des années 1940 et 1950. Le film s'exporte, remporte de nombreux prix dans les festivals et se voit nommé en 1984 à l'Oscar du meilleur film étranger[réf. souhaitée].
Pour l'ouverture de la 40e édition du Festival de Cannes, Diane Kurys réunit Peter Coyote, Greta Scacchi, Claudia Cardinale, Jamie Lee Curtis et Vincent Lindon dans Un homme amoureux.
L'année 1989 marque un tournant dans la carrière de Diane Kurys avec le film La Baule-les-Pins qui rassemble Nathalie Baye, Richard Berry, Vincent Lindon, Zabou, Jean-Pierre Bacri, Valéria Bruni Tedeschi et Emmanuelle Boidron « La Baule-les-pins », sur allociné, 2014 (consulté le 27 mars 2024).
Deux ans plus tard, elle enchaîne avec Après l'amour réunissant Isabelle Huppert, Bernard Giraudeau, Lio et Hippolyte Girardot, puis avec À la folie interprété par Anne Parillaud, Béatrice Dalle et Patrick Aurignac.
En 1998, elle produit un film en costumes d'époque avec Juliette Binoche et Benoît Magimel : Les Enfants du siècle qui raconte la rencontre entre George Sand et Alfred de Musset. Une exposition sur le film a lieu au Musée de la vie romantique en 1999[réf. souhaitée].
Son neuvième film sort en 2003 : Je reste ! avec Sophie Marceau, Charles Berling et Vincent Pérez.
L'Anniversaire sort en 2005. On y retrouve Lambert Wilson, Pierre Palmade, Jean-Hugues Anglade, Antoine Duléry, Michèle Laroque, Zoé Félix, Philippe Bas.
Quatre ans plus tard, en 2008, elle réalise le film biographique Sagan, incarné par Sylvie Testud. Elle réunit Denis Podalydès, Pierre Palmade, Jeanne Balibar, Guillaume Gallienne et Arielle Dombasle.
En 2013 sort le film Pour une femme, tourné à Lyon au cours de l'été 2012. Il réunit Mélanie Thierry, Benoît Magimel, Nicolas Duvauchelle, Clotilde Hesme, Julie Ferrier, Sylvie Testud et Denis Podalydès.
En 2016, elle produit et réalise son treizième film, Arrête ton cinéma !, adapté du livre de Sylvie Testud C'est le métier qui rentre (publié chez Fayard), une comédie qui raconte les déboires d'une actrice célèbre à qui deux productrices extravagantes proposent de réaliser un film. Le casting réunit Josiane Balasko, Zabou Breitman, Sylvie Testud, Fred Testot, François Xavier Demaison, Claire Keim, Virginie Hocq, Hélène de Fougerolles et Florence Thomassin.
En 2018, c'est la sortie du film Ma mère est folle, avec Fanny Ardant, Vianney, Patrick Chesnais et Arielle Dombasle. Écrit par Sacha Sperling et Pietro Caracciolo, réalisé et produit par Diane Kurys, le film raconte les retrouvailles d'une mère un peu folle avec son fils un peu trop sage au cours d'un voyage à Rotterdam.
En 2025, elle sortira le film Moi qui t'aimais, un hommage à Yves Montand et Simone Signoret qui est vivement critiqué par l'animateur Benjamin Castaldi, petit fils des deux acteurs.
Entre ses propres films, ceux d'Alexandre Arcady et ceux d'Alexandre Aja, Diane Kurys a produit une quarantaine de films tout au long de sa carrière.

## Filmographie

### Réalisatrice
- 1977 : Diabolo menthe
- 1980 : Cocktail Molotov
- 1983 : Coup de foudre
- 1987 : Un homme amoureux
- 1990 : La Baule-les-Pins
- 1991 : Après l'amour
- 1994 : À la folie
- 1999 : Les Enfants du siècle
- 2003 : Je reste !
- 2005 : L'Anniversaire
- 2008 : Sagan
- 2013 : Pour une femme
- 2015 : Arrête ton cinéma !
- 2018 : Ma mère est folle
- 2025 : Moi qui t'aimais

### Productrice
- 1977 : Diabolo menthe
- 1979 : Le Coup de sirocco
- 1980 : Cocktail Molotov
- 1982 : Le Grand Pardon
- 1983 : Coup de foudre
- 1983 : Le Grand Carnaval
- 1986 : Dernier été à Tanger
- 1987 : Un homme amoureux
- 1989 : L'Union sacrée
- 1990 : La Baule-les-Pins
- 1991 : Pour Sacha
- 1991 : Après l'amour
- 1992 : Le Grand Pardon 2
- 1994 : À la folie
- 1995 : Dis-moi oui
- 1997 : K
- 1999 : Furia
- 1999 : Là-bas... mon pays
- 1999 : Les Enfants du siècle
- 2002 : Entre chiens et loups
- 2003 : Haute Tension
- 2004 : Mariage mixte
- 2005 : L'Anniversaire
- 2008 : Tu peux garder un secret ?
- 2008 : Sagan
- 2010 : Comme les cinq doigts de la main
- 2012 : Ce que le jour doit à la nuit
- 2013 : Pour une femme
- 2014 : 24 jours
- 2015 : Arrête ton cinéma !
- 2018 : Ma mère est folle
- 2023 : Le Petit Blond de la Casbah

### Actrice

#### Cinéma
- 1972 : Le Bar de la fourche d'Alain Levent : Christie
- 1972 : What a Flash ! de Jean-Michel Barjol
- 1972 : Les Petits Enfants d'Attila de Jean-Pierre Bastid
- 1973 : Poil de carotte d'Henri Graziani : Agathe
- 1973 : Elle court, elle court la banlieue de Gérard Pirès : l'amie de Jean-Paul
- 1975 : La Mémoire (court métrage) de Gébé : la fille
- 1976 : F... comme Fairbanks de Maurice Dugowson : Annick
- 1976 : Le Casanova de Fellini (Il Casanova di Federico Fellini) de Federico Fellini : Madame Charpillon

#### Télévision
- 1974 : Les Grands Détectives, épisode Callaghan : Un rendez-vous dans les ténèbres de Jean Herman : la jolie blonde
- 1975 : Les Brigades du Tigre, épisode Le Défi de Victor Vicas : Catherine
- 1975 : Messieurs les jurés, épisode L'Affaire Lambert d'André Michel : Sylvie Radet
- 1975 : Le Père Amable de Claude Santelli (téléfilm) : Phémie
- 1976 : Cinéma 16, épisode La Limousine de Paul Seban : Rosy
- 1976 : Hôtel Baltimore d'Arcady (téléfilm) : la fille
- 1977 : Commissaire Moulin, épisode Marée basse de Jacques Trébouta : Snookie
- 1977 : Les Cinq Dernières Minutes, épisode Châteaux en campagne de Guy Lessertisseur : Julienne Machery

## Théâtre
- 1970 : Jarry sur la butte d'après les œuvres complètes d'Alfred Jarry, mise en scène Jean-Louis Barrault, Elysée-Montmartre
- 1971 : Un songe pour une nuit d'été de Michel de Ré, mise en scène de l'auteur, festival de Vaison-la-Romaine
- 1972 : Victor ou les Enfants au pouvoir de Roger Vitrac, mise en scène Jean Bouchaud, Comédie de Caen
- 1973 : L'Avare de Molière, mise en scène Georges Werler
- 1974 : Le Maître du tambour de Jean Pélégri, mise en scène Alexandre Arcady, Théâtre de Suresnes

## Distinctions
- Prix Louis-Delluc 1977 pour Diabolo Menthe
- Festival international du film de Saint-Sébastien 1983 : Grand prix de la critique internationale pour Coup de foudre
- Prix de l'Académie nationale du cinéma 1983 pour Coup de foudre
- Césars 1984 : Nomination au César du meilleur film et du meilleur scénario pour Coup de foudre
- Oscars 1984 : Nomination à l'Oscar du meilleur film étranger pour Coup de foudre (Entre nous)
- Festival de Cannes 1987 : sélection officielle, film d'ouverture en compétition pour Un homme amoureux

### Décorations
- Commandeur de l'ordre des Arts et des Lettres Elle est promue au grade de commandeur le 23 mars 2017[8].